# Boas obras

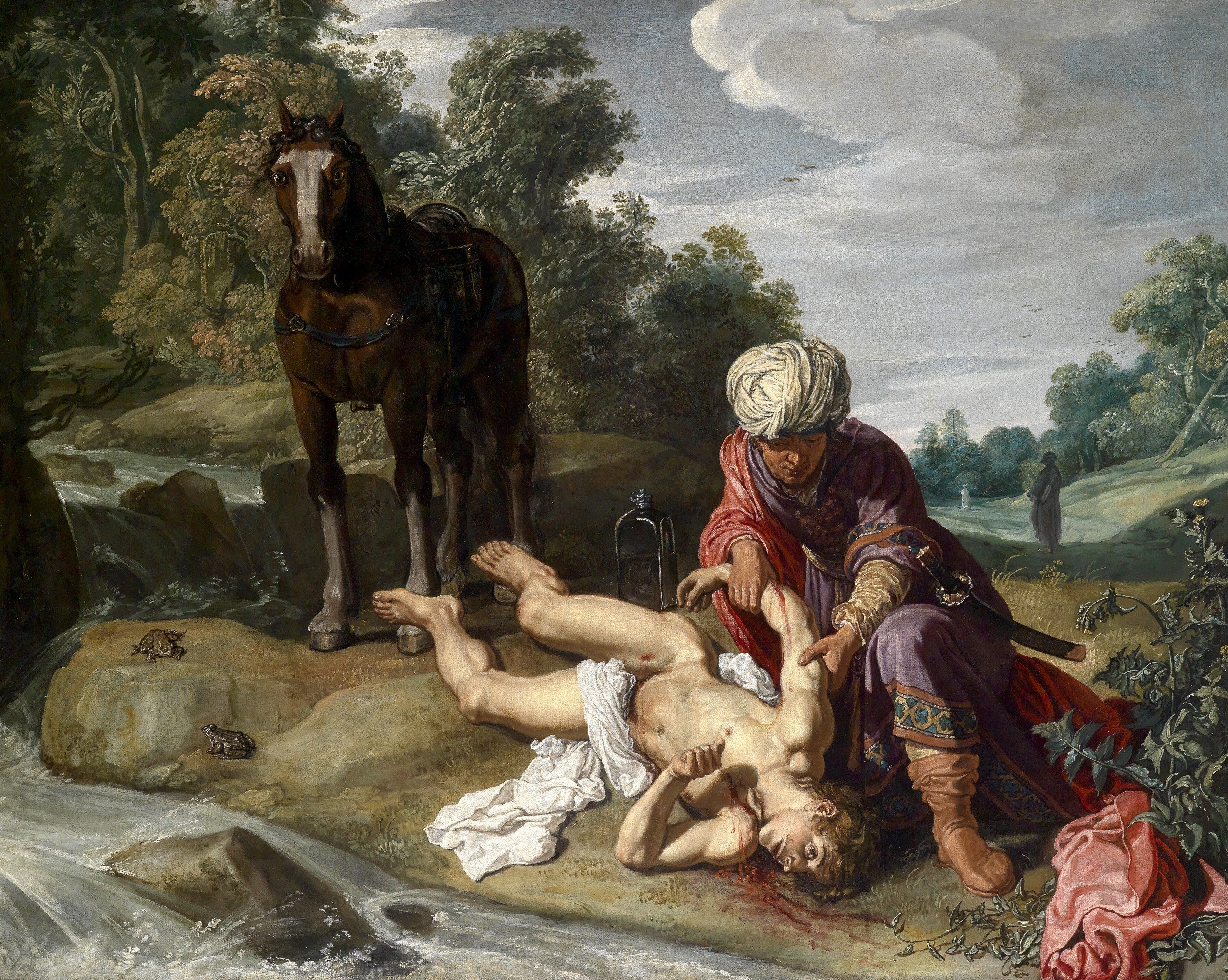
O Bom Samaritano cuidando das feridas do viajante, Por Pieter Lastman

Na teologia cristã, boas obras, ou simplesmente obras, são as ações e feitos exteriores de uma pessoa, contrastando-se às qualidades interiores como a graça e a fé.

## Origens
Aliás, é o próprio Jesus que diz: «nem todo aquele que me diz "Senhor, Senhor" entrará no Reino dos Céus, mas aquele que pratica a vontade de meu Pai que está nos céus» (Mt 7, 21). Apesar de São Paulo defender «que o homem é justificado pela fé» (Rom 3, 28 - 31), ele afirma também que «Deus retribuirá a cada um segundo suas obras» (Rom 2, 6). Sobre este assunto, São Tiago diz que «o homem é justificado pelas obras e pela fé» (Tg 2, 24), ou então "pelas obras que nascem da fé, porque a «fé sem obras é morta» (Tg 2, 17)".
Jesus manda os seus crentes, que são «a luz do mundo», que brilhem «brilhem do mesmo modo a vossa luz diante dos homens, para que, vendo as vossas boas obras, glorifiquem vosso Pai que está nos céus» (Mt 5, 14-16). Com isto, pode-se concluir que "o homem deve dar glória a Deus na terra através de suas obras. Podendo fazer obras, e não as fazendo, peca o homem contra Deus e não se justifica pela Fé, visto que sua Fé é morta ao não produzir os frutos esperados".
Logo, "o homem é salvo pelas boas obras nascidas da fé", porque "só uma fé viva pode dar a vida", sendo por isso a prática delas um instrumento necessário para justificar a salvação, ou também como uma forma para obter indulgências. Por isso, a Igreja Católica defende que todos os pecadores que desejam ser salvos e que ainda têm fé "devem pedir perdão de seus pecados, mudar de vida" e tentar praticar, com fé, as boas obras, tal como "nos manda Nosso Senhor: "Ide e não peques mais!". Aliás, São Paulo insurgiu-se contra a vida pecaminosa daqueles que têm fé, dizendo: «Que diremos então? Que devemos permanecer no pecado a fim de que a graça atinja sua plenitude? De modo algum!»(Rom 6, 1-2).

## Catolicismo
Segundo a doutrina católica as boas obras são parte do processo de salvação e santificação do indivíduo, e justificam a sua salvação aos olhos de Deus, a qual deve ser atingida pela fé como condição inicial necessária. Ou seja, a fé é uma condição necessária sem a qual a salvação não é possível, mas uma vez que esse estado de salvação e graça seja atingido pela fé, se torna um imperativo de conduta do Católico em praticar boas obras e ter comportamentos condizentes com sua fé, e o seu estado de salvação e comportamento serão julgados não apenas pela sua fé sozinha, mas também pelas suas obras e ações. As boas obras mais perfeitas e por isso mais usadas para julgar o católico no dia do seu Juízo particular são as obras de misericórdia. Estas obras, que ao todo são catorze, têm como finalidade socorrer "o nosso próximo nas suas necessidades corporais ou espirituais". Elas são portanto divididas, consoante a sua natureza, em dois grupos:
- as obras de misericórdia corporais, que são sete:
  - Dar de comer a quem tem fome;
  - Dar de beber a quem tem sede;
  - Vestir os nus;
  - Dar pousada aos peregrinos;
  - Assistir aos enfermos;
  - Visitar os presos;
  - Enterrar os mortos.
- as obras de misericórdia espirituais, que são também sete:
  - Dar bom conselho;
  - Ensinar os ignorantes;
  - Corrigir os que erram;
  - Consolar os aflitos;
  - Perdoar as injúrias;
  - Sofrer com paciência as fraquezas do nosso próximo;
  - Rogar a Deus por vivos e defuntos (principalmente pelos defuntos que estão no Purgatório).[4][5]

## Cristianismo evangélico
Segundo a teologia evangélica, as boas obras são a conseqüência da salvação e não sua justificativa.  Eles são um sinal de fé sincera e agradecida. Eles incluem ações para Grande Comissão, ou seja, evangelismo, serviço em Igreja e caridade.  Eles serão recompensados com a graça de Deus no último julgamento.